# Josef Epp
Josef Epp (* 1. März 1920 in Wien; † 28. Februar 1989) war ein österreichischer Fußballspieler und -trainer sowie Nationalspieler und Olympiateilnehmer.

## Leben
Epp war Mittelschüler des Jesuiten-Seminars Kalksburg und absolvierte im Mai 1938 die Reifeprüfung im Gymnasium Zirkusgasse, nach den Anschluss Österreichs war er als Hitlerjugend-Führer tätig. Sein Vater Josef Epp erhielt ein arisiertes jüdisches Gasthaus.
Nach Ende des Zweiten Weltkrieges kam Epp in Gefangenschaft der alliierten Amerikanern, wurde aber aufgrund von seiner Falschaussagen bezüglich des Wohnsitzes entlassen.

## Spielerkarriere

### Vereine
Zu Beginn seiner sportlichen Karriere war Epp auch als Leichtathlet beim Vienna Cricket and Football-Club aktiv, ehe er sich für den Fußballsport entschied, wo er Anfang 1937 vom Zweitligisten SC Metallum Wien zum Wiener Sport-Club in die höchste Spielklasse wechselte. Bei den Dornbachern konnte er sich auf Anhieb einen Startplatz als Mittelstürmer erobern und erzielte bei einem seiner ersten Meisterschaftseinsätze bereits vier Tore gegen die Hakoah. In seiner ersten vollen Saison in der höchsten Spielklasse wurde er mit dem Sport-Club 1937/38 Vizemeister und konnte mit 15 Toren auch den zweiten Platz in der Torschützenliste hinter Franz Binder belegen. Weiters erreichten die Schwarz-Weißen zum zweiten Mal in Folge das Finale des ÖFB-Cups, wo man allerdings – wie schon 1937 gegen die Vienna – gegen den SC Schwarz-Rot Wien als Verlierer vom Platz ging.
Auch nach dem Anschluss gehörte Epp weiterhin zu den erfolgreichsten Stürmern der Liga und wurde 1939 und 1940 zweimal in Folge Dritter der Torschützenliste, dem Sport-Club gelang 1940 mit einer Mannschaft um Epp, Rudolf Geiter, Karl Graf und Max Merkel noch ein dritter Platz in der Meisterschaft, danach rutschte die Mannschaft ins Mittelmaß ab. Zu Kriegsende befand sich Epp in Oberösterreich, wo er zunächst für den SV Libertas Bad Hall auflief, ehe er Anfang 1946 zum Sport-Club zurückkehrte und schon in seinem ersten Meisterschaftsspiel fünf Tore gegen den SC Rapid Oberlaa erzielte. Im Frühjahr 1946 war Epp Gegenstand einer über die Tageszeitungen geführten Kontroverse über seinen Status als möglicherweise nach dem Verbotsgesetz registrierungspflichtiger Nationalsozialist. Der Spieler war bereits vor dem Anschluss für die nationalsozialistischen Mittelschüler tätig gewesen und wurde 1938 Funktionär der Hitlerjugend. Mehrfach wurde der Spieler im Februar und März 1946 kurzfristig gesperrt, ehe der Wiener Fußballverband feststellte, dass Epp nicht registrierungspflichtig und daher spielberechtigt sei.
In den folgenden Jahren war der Mittelstürmer wieder regelmäßig der erfolgreichste Torschütze seines Vereins und konnte sich 1949 nochmals an die zweite Stelle der Torschützenliste hinter Erich Habitzl setzen, der Verein platzierte sich allerdings jeweils nur im Mittelfeld. Ende 1950 verließ Epp die Dornbacher und schloss sich dem Staatsligaaufsteiger Linzer ASK an, wohin ihm auch sein Klubkollege Ferdinand Zechmeister folgen sollte. Nach einem Jahr kehrte Epp jedoch wieder nach Wien zurück, wo er zwei weitere Saisonen für die Vienna auflief.
1953 nahm er ein Angebot des Schweizer Erstligisten Servette Genf an, wo er zwei Jahre lang unter dem Trainer Karl Rappan spielte. Nach seiner Rückkehr übernahm er die Funktion des Spielertrainers beim SV Stickstoff Linz, den er zunächst zum oberösterreichischen Landesmeistertitel und danach in der Relegation gegen die SV Mattersburg in die zweitklassige Staatsliga B führte. Nachdem in der ersten Zweitligasaison knapp der Klassenerhalt geschafft wurde, nahm Epp ein Angebot des mittlerweile in die Zweitklassigkeit abgerutschten LASK an and erreichte mit den Athletikern in seiner letzten Saison als aktiver Spieler 1958 den Meistertitel und damit den Aufstieg in die höchste Spielklasse.
Mit 195 Meisterschaftstoren gehört Epp bis heute zu den 15 erfolgreichsten Torschützen der höchsten österreichischen Spielklasse.

### Nationalmannschaft
Seine erste Einberufung in eine Auswahlmannschaft erhielt Epp im August 1937, als er mit der Amateurnationalmannschaft gegen Ungarn mit 6:3 gewann und dabei ein Tor schoss. Nach dem Anschluss wurde Epp mehrfach im Wiener Städteteam eingesetzt, sein erstes Spiel für die österreichische Nationalmannschaft folgte gegen Ungarn bei einem 3:2 in Wien im April 1946. Bis 1948 bestritt der Mittelstürmer acht Länderspiele, wobei ihm gegen Ungarn und die Schweiz jeweils zwei Tore in einem Spiel gelangen. Epp gehörte auch zum Kader der Nationalmannschaft, die an den Olympischen Spielen 1948 in London teilnahm. Sein einziges Turnierspiel bestritt er am 2. August 1948 in White Hart Lane bei der 0:3-Niederlage im Achtelfinale gegen die Nationalmannschaft Schwedens. Letztmals spielte er im Oktober 1948 für Österreich, wobei der Gegner erneut Ungarn hieß.

## Trainerkarriere
Nachdem Epp mit dem LASK 1958 den Aufstieg in die Staatsliga A geschafft hatte, übernahm er den Trainerposten und konnte mit den Linzern zunächst den Klassenerhalt sichern, ehe er den Verein in der Saison 1959/60 nach Verpflichtung von Gerhard Sturmberger, Heribert Trubrig und Rudolf Sabetzer auf einen gesicherten Mittelfeldplatz führte.

## Erfolge
- Zweiter Österreichische Meisterschaft 1938
- ÖFB-Cup-Finalist 1937, 1938
- Zweitbester Torschütze 1938, 1949 und Drittbester Torschütze 1939, 1940
- Meister Staatsliga B 1958
- Meister Landesliga Oberösterreich 1956